# لا جويا
لا جويا (بالإنجليزية: La Joya, Texas)‏ هي مدينة تقع بولاية تكساس في شمال شرق الولايات المتحدة. تبلغ مساحة هذه المدينة 7.5 (كم²)، وترتفع عن سطح البحر 53 م، بلغ عدد سكانها 3985 نسمة في عام 2010 حسب إحصاء مكتب تعداد الولايات المتحدة وتصل الكثافة السكانية فيها 458.5 نسمة/كم2.

## التركيبة السكانية
حدّد مكتب تعداد الولايات المتحدة بيانات التركيبة السكانية للا جويا في تعداد الولايات المتحدة. في ما يلي، التركيبة السكانية حسب تعدادي 2000 و2010.

### تعداد عام 2000
بلغ عدد سكان لا جويا 3,303 نسمة بحسب تعداد عام 2000، وبلغ عدد الأسر 860 أسرة وعدد العائلات 766 عائلة مقيمة في المدينة. في حين سجلت الكثافة السكانية 291 نسمة لكل كيلومتر مربع (753.7/ميل2). وبلغ عدد الوحدات السكنية 969 وحدة بمتوسط كثافة قدره 85.4 لكل كيلومتر مربع (221.2/ميل2).
وتوزع التركيب العرقي للمدينة بنسبة 63.94% من البيض و0.18% من الأمريكيين الأفارقة و0.51% من الأمريكيين الأصليين و0.48% من الأمريكيين ذوي الأصول الآسيوية و0.03% من سكان جزر المحيط الهادئ و33.18% من الأعراق الأخرى و1.67% من عرقين مختلطين أو أكثر و97.18% من الهسبانيون أو اللاتينيون من أي عرق.
بلغ عدد الأسر 860 أسرة كانت نسبة 60.2% منها لديها أطفال تحت سن الثامنة عشر تعيش معهم، وبلغت نسبة الأزواج القاطنين مع بعضهم البعض 66% من أصل المجموع الكلي للأسر، ونسبة 18.8% من الأسر كان لديها معيلات من الإناث دون وجود شريك،  بينما كانت نسبة 4.2% من الأسر لديها معيلون من الذكور دون وجود شريكة وكانت نسبة 10.9% من غير العائلات. تألفت نسبة 9.2% من أصل جميع الأسر من عدة أفراد يعيشون في نفس المنزل ونسبة 5.1% كانت تتألف من شخص يعيش بمفرده يبلغ من العمر 65 عاماً أو أكثر. وبلغ متوسط حجم الأسرة المعيشية 3.84، أما متوسط حجم العائلات فبلغ 4.10.
بلغ العمر الوسطي للسكان 27.0 عاماً. وكانت نسبة 34.9% من القاطنين تحت سن الثامنة عشر، وكانت نسبة 12.2% بين الثامنة عشر والرابعة والعشرين عاماً، ونسبة 27% كانت واقعةً في الفئة العمرية ما بين الخامسة والعشرين والرابعة والأربعين عاماً، ونسبة 17.4% كانت ما بين الخامسة والأربعين والرابعة والستين، ونسبة 8.4% كانت ضمن فئة الخامسة والستين عاماً فما فوق. يوجد لكل 100 أنثى 88.7 ذكر، ويوجد لكل 100 أنثى في الثامنة عشر من عمرها فما فوق 86.1 ذكر.
بلغ متوسط دخل الأسرة في المدينة 22,820 دولارًا، أما متوسط دخل العائلة فبلغ 23,156 دولارًا. وكان متوسط دخل الذكور 18,494 دولارًا مقابل 14,597 دولارًا للإناث. وسجل دخل الفرد الخاص بالمدينة 7,923 دولارًا. وكانت نسبة 38.9% من العائلات ونسبة 40.7% من السكان تحت خط الفقر، وكان من هؤلاء نسبة 50.6% تحت سن الثامنة عشر ونسبة 31.2% في الخامسة والستين من العمر وما فوق.

### تعداد عام 2010
بلغ عدد سكان لا جويا 3,985 نسمة بحسب تعداد عام 2010، وبلغ عدد الأسر 1,129 أسرة وعدد العائلات 973 عائلة مقيمة في المدينة. في حين سجلت الكثافة السكانية 351.1 نسمة لكل كيلومتر مربع (909.3/ميل2). وبلغ عدد الوحدات السكنية 1,254 وحدة بمتوسط كثافة قدره 110.5 لكل كيلومتر مربع (286.2/ميل2).
وتوزع التركيب العرقي للمدينة بنسبة 98.75% من البيض و0.13% من الأمريكيين الأفارقة و0.25% من الأمريكيين الأصليين و0.05% من الأمريكيين ذوي الأصول الآسيوية و0.68% من الأعراق الأخرى و0.15% من عرقين مختلطين أو أكثر و97.59% من الهسبانيون أو اللاتينيون من أي عرق.
بلغ عدد الأسر 1,129 أسرة كانت نسبة 58.6% منها لديها أطفال تحت سن الثامنة عشر تعيش معهم، وبلغت نسبة الأزواج القاطنين مع بعضهم البعض 59.7% من أصل المجموع الكلي للأسر، ونسبة 21.2% من الأسر كان لديها معيلات من الإناث دون وجود شريك،  بينما كانت نسبة 5.3% من الأسر لديها معيلون من الذكور دون وجود شريكة وكانت نسبة 13.8% من غير العائلات. تألفت نسبة 12.4% من أصل جميع الأسر من عدة أفراد يعيشون في نفس المنزل ونسبة 6.6% كانت تتألف من شخص يعيش بمفرده يبلغ من العمر 65 عاماً أو أكثر. وبلغ متوسط حجم الأسرة المعيشية 3.53، أما متوسط حجم العائلات فبلغ 3.87.
بلغ العمر الوسطي للسكان 28.5 عاماً. وكانت نسبة 35.5% من القاطنين تحت سن الثامنة عشر، وكانت نسبة 9.6% بين الثامنة عشر والرابعة والعشرين عاماً، ونسبة 27.5% كانت واقعةً في الفئة العمرية ما بين الخامسة والعشرين والرابعة والأربعين عاماً، ونسبة 17.3% كانت ما بين الخامسة والأربعين والرابعة والستين، ونسبة 10.1% كانت ضمن فئة الخامسة والستين عاماً فما فوق. وتوزع التركيب الجنسي للسكان بنسبة 46.9% ذكور و53.1% إناث.

## أعلام
- مايرا روزاليس

## وصلات خارجية
- The US50 - Cities and Towns in Texas State